# Alejandro Javier Acosta
Alejandro Javier Acosta Torres (Montevideo, Uruguay, 3 de julio de 1980) es un exfutbolista profesional uruguayo, su posición es defensa central y actualmente está retirado del fútbol profesional.

## Carrera
Debutó en el equipo Club Atlético Progreso en el año de 1998 y jugó para este hasta el año de 2004. También ha estado en los equipos Cobresal en 2006, O'Higgins 2007 Unión Española y 2008 Defensor Sporting Club
En el año de 2009 fue llevado al Puebla para el Clausura 2009 con el objetivo de salvar al equipo del descenso. Marcó 6 goles, jugando sólo hasta la semifinal (Ida) ya que salió expulsado y el equipo no avanzó a la final. Para el Apertura 2011 llega a los Tiburones Rojos de Veracruz de la Liga de Ascenso de México. Pero después de no tener éxito con el conjunto de los Tiburones Rojos de Veracruz, se fue a jugar con los Dorados de Sinaloa en el Clausura 2012 de la Liga de Ascenso de México; después de no convencer a la Directiva lo dieron transferible del equipo, luego pasa el equipo de Cerro Largo Fútbol Club de Primera División de Uruguay, 6 meses para llegar en 2013 a Deportivo Petapa de Guatemala 2013 Cerro Largo Fútbol Club.

## Clubes
| Club               | País      | Año       |
| ------------------ | --------- | --------- |
| Progreso           | Uruguay   | 2004-2005 |
| Cobresal           | Chile     | 2005-2006 |
| O'Higgins          | Chile     | 2007      |
| Unión Española     | Chile     | 2007      |
| Defensor Sporting  | Uruguay   | 2008      |
| Puebla             | México    | 2009-2010 |
| Veracruz           | México    | 2011      |
| Dorados de Sinaloa | México    | 2012      |
| Cerro Largo        | Uruguay   | 2013      |
| Deportivo Petapa   | Guatemala | 2013      |
| Miramar Misiones   | Uruguay   | 2014-2016 |
| Boston River       | Uruguay   | 2016      |
| Venados FC         | México    | 2017      |

- Datos: Q890670